# Estádio MHSK
O Estádio MHSK (em uzbeque: Markaziy Harbiy Sport Klubi Stadioni) foi um estádio multi-uso da cidade de Tashkent, no Uzbequistão. Foi construído em 1986. O complexo do estádio foi demolido entre 2008 e 2009 e substituído pelo Estádio Bunyodkor.